# Fiktivní postava

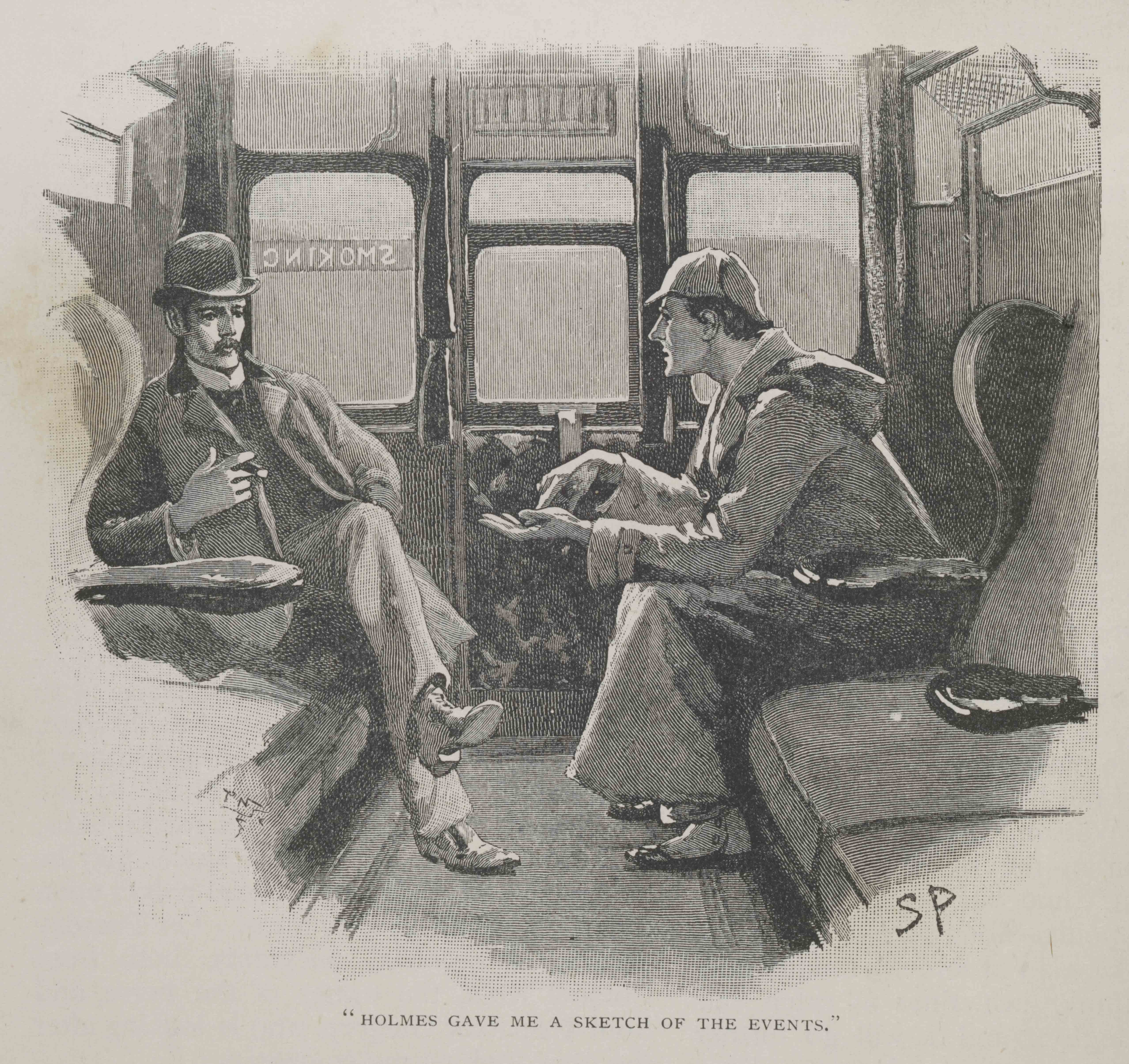
Sherlock Holmes a Dr. Watson - fiktivní postavy stvořené Arturem Conanem Doylem

Fiktivní postava je osoba, identita nebo entita, jejíž existence je smyšlená a založená na fikci. Ve filmu mohou být fiktivní postavy ztvárněny herci nebo mohou být jiným způsobem jako je například animace, speciální efekty, atp. Proces vytváření a vývoje fiktivních postav se nazývá charakterizace.

## Příklady fiktivních postav

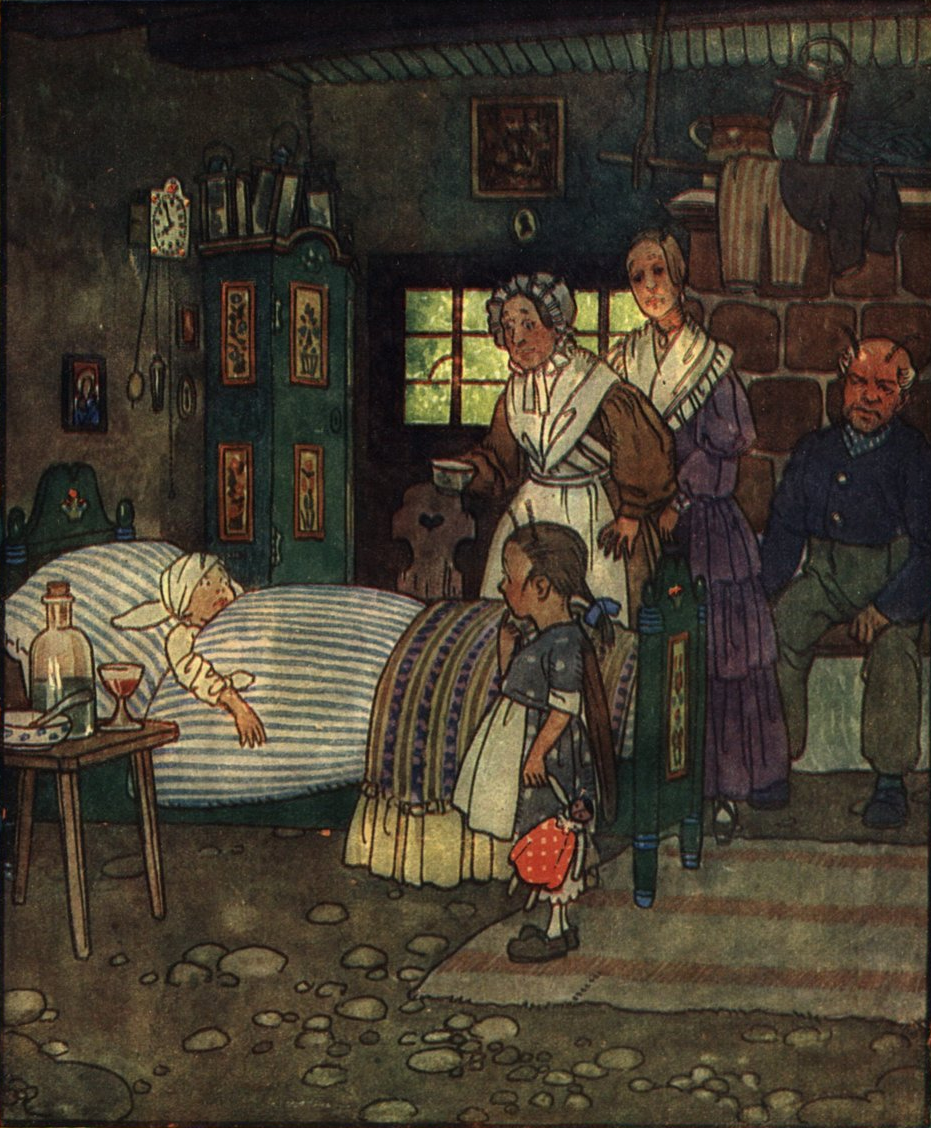
Jan Karafiát: Broučci (ilustrace Jana Weniga, asi 1900

Mezi fiktivní lidské postavy patří například Jára Cimrman, Sherlock Holmes, Dr. Gregory House, Homer Simpson, Superman, Strýček Skrblík atp.
Fiktivní postava může nabývat nejrůznějších podob, od živých lidí, rostlin či zvířat až po různé nadpřirozené či pohádkové bytosti, zde vždy záleží na příslušném žánru díla. U postav, které nejsou lidské (nejde o lidi jako takové), zejména pak u zvířat i všech nadpřirozených (nepřirozených) postav jde v převážné většině vždy o určitou míru větší či menší antropomorfizace postavy; v českém prostředí je to např. Ferda Mravenec či Kocour v botách.

## Patnáct nejbohatších fiktivních postav
V roce 2006 časopis Forbes vytvořil hypotetický seznam patnácti nejbohatších fiktivních postav na světě:
1. Oliver „Daddy“ Warbucks – z komiksu Little Orphan Annie – jeho jmění je odhadováno na 36,2 miliard dolarů
2. C. Montgomery Burnes – z kresleného seriálu Simpsonovi – jeho jmění je odhadováno na 16,9 miliard dolarů
3. Strýček Skrblík – z komiksu Kačeři – jeho jmění je odhadováno na 10,9 miliard dolarů
4. Richie Rich – z komiksu – jeho jmění je odhadováno na 10,7 miliard dolarů
5. Jed Clampett – ze sitcomu The Beverly Hillbillies – jeho jmění je odhadováno na 7,7 miliard dolarů
6. Mr. Monopoly – jeho jmění je odhadováno na 7 miliard dolarů
7. Bruce Wayne – z komiksu Batman – jeho jmění je odhadováno na 6,8 miliard dolarů
8. Tony Stark – z komiksu odhadováno Iron Man- jeho jmění je odhadováno na 3 miliardy dolarů
9. princ Abakaliki – jeho jmění je odhadováno na 2,8 miliardy dolarů
10. Willy Wonka – jeho jmění je odhadováno na 2 miliardy dolarů
11. Thurston Howell III – ze sitcomu Gilligan’s Island – jeho jmění je odhadováno na 1,5 miliardy dolarů
12. Lucius Malfoy – z knihy Harry Potter – jeho jmění je odhadováno na 1,3 miliardy dolarů
13. Tony Montana – jeho jmění je odhadováno na 1 miliardu dolarů
14. Lara Croft – počítačová postava – její jmění je odhadováno na 1 miliardu dolarů
15. Mario – počítačová postava – jeho jmění je odhadováno na 1 miliardu dolarů